# Фальшивомонетничество

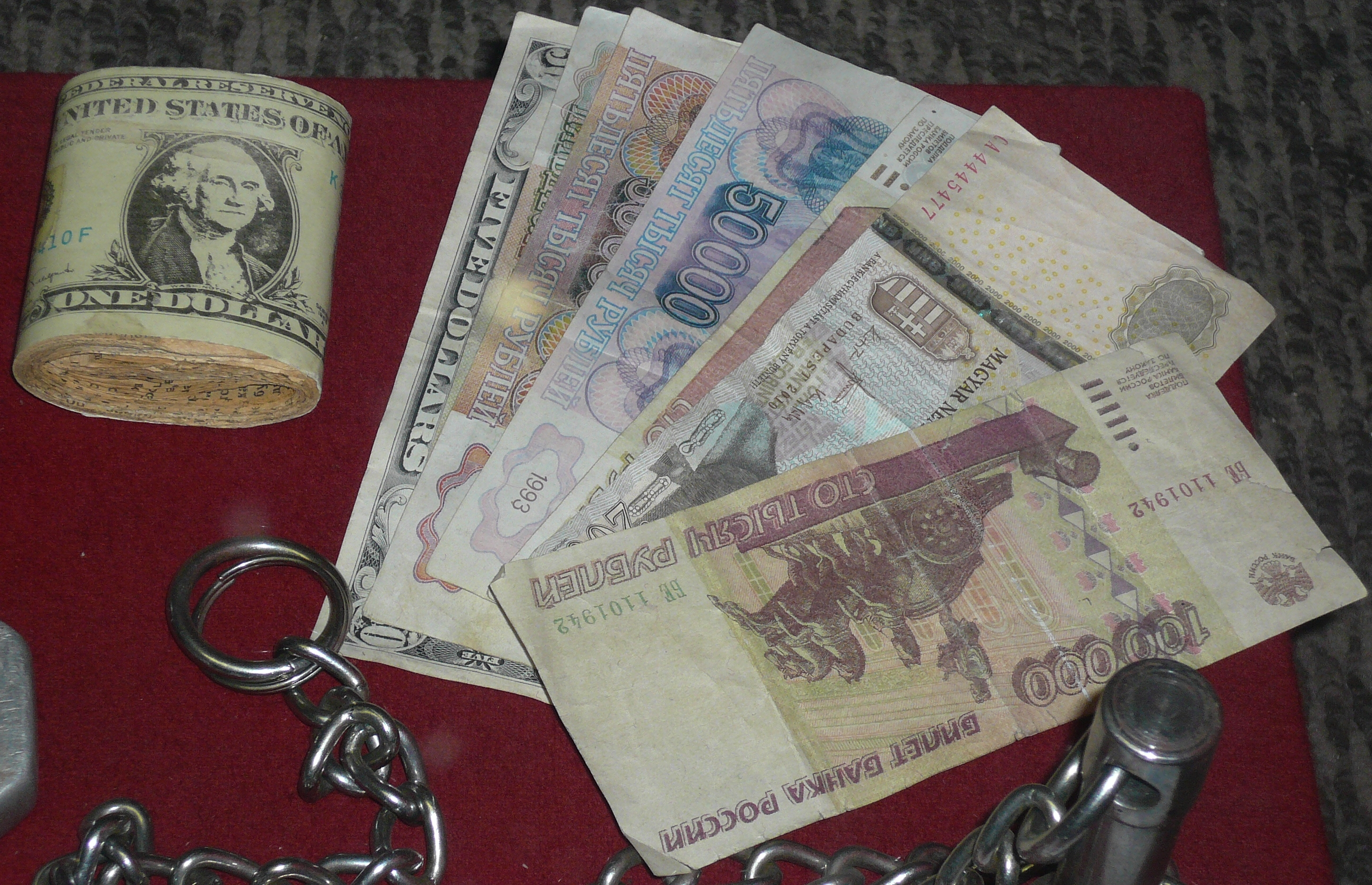
Фальшивые банкноты. Народный музей Московского метрополитена

Фальшивомоне́тничество — изготовление, хранение, перевозка с целью сбыта или сбыт поддельных денежных знаков (монет, банкнот и т. д.) либо ценных бумаг.
Фальшивомонетчик — лицо, занятое изготовлением фальшивых монет, а позднее и бумажных денег. В это понятие обычно не включают само государство или орган власти, выпускающее необеспеченные деньги.

## История фальшивомонетничества

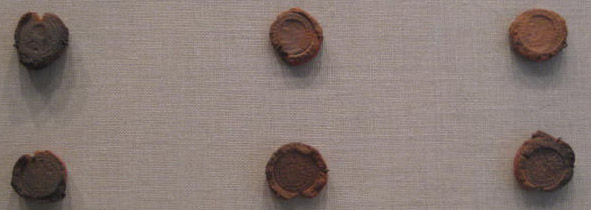
Эти формы были созданы для подделки римских монет

Фальсификация монет с целью наживы появилась одновременно с первыми металлическими деньгами. Самые старые обнаруженные фальшивые деньги — это копия серебряной монеты VI в. до н. э. с греческого острова Эгина. Подделка выполнена из меди с серебряным покрытием при очень высоком техническом исполнении.
Изначально, когда деньги обладали реальной стоимостью, равной весу золота, серебра, меди, содержащейся в монетах, основным способом был выпуск фальшивых монет из более дешёвых сплавов или меньшего размера. Причём оба эти способа применялись также самим государством, князем, лордом, но в последнем случае это никогда не называлось выпуском фальшивых монет, ведь они были настоящие, просто меньшей стоимости (см. «Порча монет»). Иногда это приводило к народным волнениям.
К фальшивомонетничеству иногда относят намеренную порчу монет из драгоценного металла с целью их облегчения и, таким образом, присвоения себе украденного металла. Например, в допетровской России серебряная копейка имела неправильную форму, близкую к овалу (это было связано со способом чеканки таких монет). Так как на монете неправильной формы порча не слишком заметна, была чрезвычайно распространена порча монет путём отрезания кусочков серебра от края (см. «Обрезывание монет»).
В новейшей истории выпуском фальшивых денег занимались и на государственном уровне с целью подрыва экономики враждебной страны. Одно из первых упоминаний — использование Наполеоном фальшивых российских денег в войне 1812 года.

### В России
Первым фальшивомонетчиком на Руси, о котором сохранились записи в летописях, был литейщик и весовщик драгоценных металлов Фёдор Жеребец, который был изобличён в 1447 году. Федор Жеребец оговорил 18 человек, которых казнили, сбросив их с моста. Затем и сам мастер был приговорен к смерти. Тогда в Новгороде начался мятеж, а литьё слитков прекратилось.
В царской России фальсификаторы прибегали обыкновенно к отливке или чекану серебряных копеечек из олова, откуда получилась и русская поговорка: «не стоит и оловянной копейки». Чаще всего подделывалась серебряная монета, так как подделать золотую ввиду её тяжеловесности было несравнимо труднее. Для подделки серебряной монеты употреблялся сплав из олова и сурьмы (80 % первого и 20 % второго металла), довольно хорошо соответствовавший серебру по цвету, для фальсификации золотой монеты — сплав платины и меди в пропорции 95 % первой и 5 % второй, по весу почти равный монетной лигатуре в 900 граммов чистого золота. Чтобы придать такой монете цвет золотой, её золотили посредством гальванопластики. Ещё более искусные фальсификаторы придумали вставлять платиновую монету в золотое кольцо, имеющее гуртик, чтобы предупредить возможность открытия обмана трением гуртика на пробирном камне или же надрезом на боку монеты, могущим открыть платину.
Начиная с XV века в Пскове и Новгороде были установлены правовые отношения в области производства монет. Для борьбы с фальшивомонетничеством был утверждён институт денежников, в котором назначались мастера, занимающиеся изготовлением и переплавкой денег. Начали чеканить монету, на которой был отображён определённый княжеский и городской штемпель. Когда власть сосредоточилась у великокняжеского правительства, право чеканки осталось только в руках великого князя.
До 1533 года какого-то конкретного наказания за изготовление фальшивых монет на Руси не было. При этом, тех, кто занимался изготовлением фальшивых монет, судили, и наказание, которое им выносили, зависело от воли народа и князя.
В 1530-х годах во время правления Ивана IV Грозного была проведена денежная реформа. В результате этой реформы хождение старых денег было запрещено. Устанавливалась новая монета — «копейка». Фальшивомонетчиков стали казнить, а тех, кто им помогал, сурово наказывать. В 1601 году в Москве, Новгороде Великом и Пскове, стали строго следить за мастерами, которые занимались производством денег. Это позволило на протяжении семи лет не допускать большого распространения фальшивых денег.
Государь Михаил Фёдорович Романов часто отменял смертную казнь преступников, заменяя её на пытки и тюремное заключение. Он наказывал кнутом и ставил клеймо на фальшивомонетчиках. В это время фальшивомонетчики стали чаще подделывать монеты. Один из фальшивомонетчиков того времени — мастер Третьячко Горнаткин.
После 1619 года в нескольких русских городах появилось значительное количество поддельных "воровских денег" уменьшенного веса и сниженным содержанием серебра (в народе получивших название "корелки худые") - повторяя внешний вид русских монет, они чеканились с именем и титулом датского короля Христиана IV. В 1620 году был издан специальный царский указ с их описанием, но современникам не удалось выявить, кем были изготовители этих фальшивых монет. Только спустя 300 лет, в XX веке нумизматическое исследование позволило установить, что фальшивомонетчиками являлись датские денежные мастера Альберт Дионис из Глюкштадта и Иоганн Пост из Копенгагена (использовавшие для изготовления поддельных "воровских денег" то же самое оборудование, которое использовали для изготовления датских монет).
В 1660-х годах наказания за фальшивомонетничество смягчились. 18 сентября 1661 года и 21 октября 1661 года появились указы, согласно которым отменилась смертная казнь через «залитие горла». Деяния фальшивомонетчиков разделились на несколько категорий: сбыт фальшивой монеты, подделка монеты, укрывательство фальшивомонетчика, кража денег с денежного двора, торговля медью для денежного дела. За совершения таких дел наказывали кнутом, батогами или членовредительством, в зависимости от степени вины фальшивомонетчика. Кража денег с денежного двора наказывалась кнутом или отсечением пальцев. Но эти меры не могли помочь остановить изготовление фальшивых монет и было принято решение изъять из обращения медные монеты, вследствие чего начался Медный Бунт в 1662 году. Указ, вышедший 15 марта 1663 года, прекращал чеканку медных денег. 12 августа 1663 года и 8 марта 1672 года вышли указы, которые касались фальшивомонетчиков. Указ 1663 года отменял казни и наказания фальшивомонетчикам, вместо этого их с женами и детьми должны были ссылать в Сибирь. Если осужденные повторно попадались на этом занятии, их ждала смертная казнь. Указом 1672 года была восстановлена смертная казнь для лиц, которые занимались денежным воровством. Начиная с 1672 года и до конца XVII века, других указов о фальшивомонетничестве не было.
В 1769 году в России вошли в обращение бумажные денежные знаки. Фальшивомонетчики начали подделывать государственные ассигнации 75-рублёвого номинала. Фальшивомонетчиками были названы Сергей Пушкин и его брат Михаил Пушкин, а также Фёдор Сукин. Сергея Пушкина лишили дворянства и чинов, и заключили в крепость. Михаила Пушкина сослали в Сибирь. Фёдора Сукина отправили в Оренбургскую губернию.
Наполеон хотел нанести ущерб денежной системе России. Поэтому, во время похода в 1812 году, он взял с собой фальшивые ассигнации, которые перевозились в 34 экипажах. Там же находилась типография, которая производила поддельные российские государственные сторублёвые ассигнации. Когда французы отступали, типографическое оборудование было утеряно, но ещё долго на территории страны находили фальшивые ассигнации, которые трудно было отличить от настоящих.
В XIX веке в Российской империи, должностные лица, которые были причастны к фальшивомонетничеству, осуждались на 10-12 лет каторги. Если фальшивые российские монеты делались за границей, и потом ввозились в страну для сбыта, мошенников ожидало 8-10 лет каторги. От 4 до 6 лет каторги ждало тех, кто занимался производством иностранных фальшивых монет. Ссылка в Сибирь ждала тех, кто пытался изменить вид монеты.
В 1912 году в Ницце работала подпольная фабрика. На ней производился массовый выпуск поддельных кредитных билетов достоинством 100 рублей. Подделки сбывали в Сибири и Поволжье. В 1922—1923 годах было обнаружено 12 фабрик, которые производили фальшивые деньги в Москве, Киеве, Харькове. В 1940 году обнаружили четыре преступные группы, которые для изготовления фальшивых денег использовали литографские и типографские способы. Ещё 7 групп занимались подделкой денег вручную. Около сотни фальшивомонетчиков были задержаны в годы Великой Отечественной войны.
Когда в СССР стала проводиться денежная реформа в 1947 году, было зафиксировано 22 случая изготовления фальшивых банкнот. Было изъято 53 912 рублей. В 1986—1988 годах было изъято фальшивых денежных средств на сумму 16203 рублей и 233180 долларов.

### Фальшивомонетничество на государственном уровне
В прошлом, правительства многих стран мира не раз намеренно снижали количество золота и серебра в монетах, заменяя их железом и медью, при этом сам номинал такой монеты не снижался, такие действия некоторые экономисты относят к государственному фальшивомонетничеству, но только в тех случаях когда официально власти отрицали этот факт с целью удержать таким образом ценность денег. Другие выделяют это явление в отдельную категорию и называют «порча монет» утверждая что оно является не подделкой денег, а одним из первых макроэкономических механизмов для покрытия государственных расходов. В средние века правители даже сильных стран занимались выпуском «легковесных» монет, например французский король Филипп Красивый пошёл ещё дальше и выпускал позолоченные монеты, причём золотое покрытие на этих монетах довольно быстро стиралось на профиле короля, а именно на кончике носа, за это он получил ещё при жизни прозвище «красноносый» а в дальнейшем «король-фальшивомонетчик». Известны случаи когда правительство специально тайно выпускало полностью фальшивые бумажные деньги, чтобы потом вывести их из оборота, тем самым не повредив экономику и не вызвать усиление инфляции, например, такими деньгами могут выдавать жалование, а когда со временем станет ясно, что они фальшивые, они тут же потеряют свою ценность, без права обмена на настоящие, таким образом «лишние» деньги будут выведены из экономики.
Было бы достаточно наивно утверждать что подделка денег со стороны государства — это единичные случаи. Многие государства в те или иные времена тайно выпускали фальшивые деньги с разными целями.
.

#### Эфраимиты
В самом начале Семилетней войны в 1756 году войска прусского короля Фридриха II оккупировали Саксонию. На тот момент ею правил Фридрих Август II, также известный как польский король Август III. Занятый пруссаками монетный двор Лейпцига был передан в управление Фейтелю Эфраиму. Новый арендатор начал чеканку саксонских и польских монет, в основном тымпфов, со значительно меньшим содержанием в них серебра. Фейтель Эфраим, будучи подданным прусского короля, не только использовал штемпеля других государств, но и указывал на монетах неверные довоенные даты, что делало ещё более затруднительным идентификацию данных денежных знаков.
Впоследствии порчу монет стали практиковать и на других монетных дворах.
Кроме серебряных, выпускали и золотые «эфраимиты». Так, в Берлине было отчеканено около 3 млн т. н. «новых августдоров» с несоответствующей году выпуска датой. Каждый из них содержал всего около трети золота по сравнению с довоенными аналогами.
Порча монет приобрела колоссальные масштабы. Из одной кёльнской марки (233,588 г) серебра вместо определённых грауманской монетной стопой 14 талеров чеканили 45. Всего эфраимитов было выпущено на номинальную сумму 7 млн талеров монетами разных номиналов

#### Поддельные монеты Запорожских казаков
На территории Украины фальшивомонетные дворы существовали при каждом гетьмане. Чеканили обычно деньги невысоких номиналов. Известно, что гетман Дорошенко подделывал польскую валюту. На запорожцев часто работали пленные польские резчики. Подделки отличались от настоящих денег, потому что изготовитель формы, обращая внимание на цифровые значения монет, не редко путал при этом буквы и неправильно размещал даты. При археологических раскопках находят деньги с подобными ошибками.

#### Отечественная война 1812 года
Во время Отечественной войны 1812 года Наполеон организовал массовый выпуск поддельных российских ассигнаций для финансирования военных расходов.

#### Купюры-факсимиле Апэма
Во время Гражданской войны в США, 24 февраля 1862 года, владелец небольшого магазина в Филадельфии, Сэмюэль Кертис Апэм обратил внимание, что покупатели очень активно разбирают все экземпляры газеты Philadelphia Enquirer. Ажиотаж был вызван тем что на первой странице газеты было изображено факсимиле пятидолларовой банкноты самопровозглашенных Конфедеративных Штатов в натуральную величину. В тот же день Сэм отправился в редакцию Philadelphia Enquirer и убедил редактора продать ему клише пятидолларовой банкноты конфедерации, изображенной в том номере газеты. Сэм отпечатал на относительно качественной французской бумаге 3 тысячи факсимиле-купюр, которые стал продавать как сувениры. Внизу таких купюр Апэм поместил сообщение: «Факсимиле банкноты конфедератов. Продается оптом и в розницу С. К. Апэмом, Филадельфия, Каштановая улица, 403».
Первый тираж этих сувениров разошелся за считанные дни. Апэм решил и дальше печатать подарочные денежные знаки, и даже купил для своих сувениров настоящую банкнотную бумагу. Большой популярностью сувениры Апэма пользовались у контрабандистов и военных, которые отрезали надпись с рекламой внизу купюры и выдавали её за настоящую. В правительстве Конфедерации были уверены, что фальшивые деньги печатают специально по заказу властей США, чтобы разрушить их экономику. Газета Richmond Daily Dispatch называла выпуск фальшивых денег южан «самым страшным и подлым мошенничеством янки». Выступая 18 августа 1862 года в парламенте, президент Конфедеративных Штатов Америки, Джефферсон Дэвис обвинил правительство северян в попытке дестабилизировать финансовую систему и подорвать экономику Юга с помощью фальшивых денег.
За полтора года Апэм выпустил, по его же подсчетам, 1 564 050 купюр разного достоинства в общей сложности почти на $15 млн, в нынешних ценах это около полумиллиарда долларов. По прошествии лет Сэмюэль Апэм утверждал, что делал это специально чтобы приблизить победу над конфедератами.

#### Подделка долларов в ОГПУ
Перебежчик Вальтер Кривицкий утверждал, что в 1928 году ОГПУ осуществило операцию по изготовлению и распространению поддельных стодолларовых купюр для финансирования индустриализации СССР.

#### Операция «Бернхард»

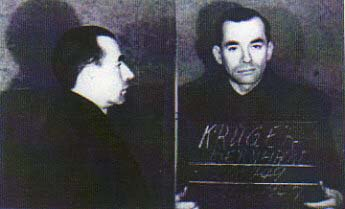
Штурмбаннфюрер СС Бернхард Крюгер — организатор операции «Бернхард», человек, от имени которого она получила своё название

Операция «Бернхард» — тайная немецкая операция по массовому изготовлению поддельных банкнот, в основном фунтов стерлингов, действовавшая во время Второй мировой войны. Первоначальной целью операции являлся коллапс английской финансовой системы путём разбрасывания из самолётов фальшивых фунтов. Была создана группа фальшивомонетчиков, которую возглавил Альфред Науйокс. В течение 18 месяцев им удалось разгадать и воспроизвести структуру бумаги, создать гравировальные пластины и воспроизвести зашифрованную систему нумерации британских банкнот. До массового выпуска в оборот поддельных фунтов дело не дошло. В 1942 году операцию возглавил штурмбаннфюрер СС Бернхард Крюгер. Используя заключённых, он создал в концлагере Заксенхаузен условия, которые позволили напечатать по различным оценкам от 132 до 300 млн фальшивых фунтов. Качество подделок было экстраординарным. Их с трудом могли различить эксперты. Полученные средства использовали для проведения секретных операций, выплат агентам немецкой разведки, покупки оружия на чёрном рынке и снабжения им пронацистских группировок.

#### Супердоллары
С 1989 года стали выявляться так называемые «супердоллары», то есть поддельные купюры очень высокого качества. Первые стодолларовые подделки этого типа были обнаружены в 1989 году в одном из банков Манилы, когда визуальная и тактильная проверка не дала результатов. Разведывательные структуры предположили что за этими подделками стоит один из высокопоставленных приближённых главы КНДР Ким Чен Ира.

## Монеты

### Классификация поддельных монет
В зависимости от цели изготовления автор книги о подделках российских монет предлагает следующую классификацию:
- Фальшивая — монета, которую изготовили для участия в денежном обороте;
- Новодел — монета, которую изготовил монетный двор для коллекционеров с использованием сохранившихся штемпелей;
- Копия — изготовленная для экспонирования монета, имеющая отличительный признак, указывающий на её современное происхождение;
- Поддельная — монета, которую изначально изготовили для обмана и продажи коллекционерам.

Доктор экономических наук, член-корреспондент АН СССР Ф. И. Михалевский в своей монографии 1948 года в разряд фальшивых относит
- монеты, которые выпустил монетный двор с меньшим от нормативного содержанием благородного металла;
- «подражательные монеты», которые выпустили в незаконном, заимствованном оформлении;
- фальшивые монеты, которые нелегально на свой страх и риск выпустили служащие монетного двора;
- продукция подпольных фальшивомонетчиков.

### Способы изготовления поддельных монет
В целом существует всего четыре основные технологии, используемых при производстве поддельных монет — литьё, гальванопластика, штамповка и механическая гравировка.

#### Литьё
Бо́льшую часть поддельных и фальшивых монет изготавливают с применением литья. Технология имеет несколько основных этапов. Процесс предполагает заливание расплавленного металла в формы. Для создания формы необходима подлинная «монета-модель». Монету-модель помещают в вязкую массу, функцию которой могут выполнять песок и глина, гипс, силикон и др. После затвердевания формовочной массы её разрезают, монету-модель вынимают, после чего две половинки формы соединяют и в образовавшуюся полость заливают металл.
Описанный метод имеет ряд недостатков, в частности наличие линии добавочного металла на поддельной монете, в месте стыковки форм. Для повышения соответствия подделки с оригиналом используют «литьё по выплавляемым моделям». Суть процесса заключается в том, что в пустотелую форму первоначально заливается не металл, а воск. Образованную таким образом «восковку» вручную дорабатывают на предмет устранения дефектов литья. После этого её на стержне помещают в формовочную массу («опоку»), которую, в свою очередь, ставят в печь. Под воздействием высокой температуры воск выгорает. После этого в опоку под высоким давлением заливают металл. Этот метод позволяет снизить количество дефектов, получить необходимый рельеф и ровное поле. Следы литника остаются лишь на незначительной части монеты и их легче скрыть догравировкой.

#### Гальванопластика
Метод состоит в создании копии вследствие осаждения металла на поверхности матрицы. Матрицу изготавливают из диэлектрического материала, покрывают слоем вещества, которое проводит электричество, например графитом. Изделие помещают в раствор электролита. Источником металла служит пластинка меди или серебра. После осаждения необходимого по толщине слоя металла его отделяют от матрицы, а затем склеивают или спаивают с гальванокопией другой стороны будущей поддельной монеты.
Первую гальванокопию монеты создал физик Б. С. Якоби. Сначала он получил матрицу-негатив, а затем с неё копию находившейся в обороте монеты. Осознав, что это является новым способом фальшивомонетничества, физик уничтожил первое в мире, полученное с применением гальванотехники, изделие.

#### Штамповка и механическая гравировка
Способ изготовления, который направлен на максимальное приближение технологии производства к такой, которую использовали на монетном дворе. Одним из наиболее сложных этапов штамповки является создание неотличимого от оригинального штемпеля. При ручном изготовлении полученное изображение на подделке имеет отличия от оригинала. С применением современных методов стало возможным их минимизировать.
Созданием подделки также является такая доработка отдельных деталей подлинной монеты, которая переводит её в разряд редких и дорогих. В большинстве случаев доработке подвергаются мелкие детали, как, например, цифра года, знак монетного двора и т. д.

### Особенности поддельных монет
Определение подлинности монеты представляет собой процесс, требующий специальных знаний в истории монетного дела, нумизматике, особенностях технологического процесса производства и др. В ряде случаев подделки выполнены настолько качественно, что для их определения требуется проведение музейной экспертизы. От эксперта требуется владение теорией и методиками, сопряжёнными с применением различных технологий.
В самом начале производят взвешивание монеты с точностью до десятых и сотых долей грамма, определяют её размеры. На этом этапе возможно отсеять низкокачественные подделки. Для определения плотности применяют открытое по легенде ещё Архимедом гидростатическое взвешивание. Зная сплав, из которого должна быть изготовлена монета, а также плотность различных металлов, с помощью этого метода возможно определить подделку, созданную из отличного от оригинала состава.
К несомненным признакам литых монет относятся такие дефекты, как литейные раковины, включения. Острые кромки на литом экземпляре более плавные, чем на отчеканенном. Следует учитывать, что после догравировки, создания потёртости и искусственной патины, она становится визуально неотличимой от оригинала. Исследование литой подделки под микроскопом после её обработки штихелем даёт возможность определить изменения фактуры поверхности. Выполненная на высоком техническом уровне гальванокопия повторяет самые мелкие детали оригинала. Для фальшивомонетчика достаточно сложно получить данным способом абсолютно плоскую поверхность значительной площади. Поэтому при исследовании гальванокопии видна неровность поля, которая нехарактерна для чеканенных экземпляров. Также методом гальванопластики не представляется возможным повторить состав сплава оригинала. Соединение двух частей предполагает отсутствие монолитности подделки, что делает возможным определить гальванокопию обычной прозвонкой.
Сравнение изображений исследуемой монеты с подлинным эталоном даёт возможность определить подделку, созданную вручную вырезанным штемпелем. Изготовление монеты переведенным с оригинала специальными современными техническими средствами штемпелем также не даёт возможности создать неотличимую от оригинала подделку. Для получения абсолютно идентичного экземпляра необходимо повторить все этапы монетного передела с его специфическими особенностями от этапа плавления металла, до окончательного тиснения.

## Банкноты
Основной методикой защиты денежных знаков от подделки является принцип гонки вооружений: применение различных средств, делающих на данном этапе развития технологий крайне затруднительным их воспроизведение вне предприятий, обладающих правом производства подлинных денежных знаков.
Купюры, первоначально являвшиеся банковскими билетами (банкнотами), заверялись подписью и/или печатью банкира. Ранние государственные ассигнации, появившиеся в Российской империи при Екатерине II — подписями высокопоставленных чиновников и специальной печатью, и подделать их не составляло особого труда.

### Способы подделки банкнот
- Печать — когда купюру печатают «с нуля» на самодельном печатном оборудовании, это считается одним из самых сложных но и самых эффективных способов;
- Копирование — фальшивую купюру получают копируя с настоящей с помощью копировального оборудования, способ относительно прост и распространен среди тех у кого есть доступ к лазерным принтерам;
- Чистка — с настоящей купюры выводят химическими реактивами её номинал или другие данные и допечатывают новые. Этот способ приобрёл известность когда в СССР в 1970-е годы, мошенник Гришин подделывал таким способом билеты денежно-вещевой лотереи, такие билеты стоили 30 копеек, но продавал он их за несколько тысяч рублей, так как по их «номерам» это были билеты выигравшие автомобиль «Волга»[39];
- Склеивание — настоящие купюры разрезают и склеивают таким образом чтобы их принял банкомат или терминал, также были случаи когда на долларах США (старых выпусков) переклеивали номера номинала, добавляя нули или меняли цифру номинала;
- Рисование — метод когда купюру рисуют от руки, он был распространен там, где деньги имели примитивный дизайн, (как пример можно привести первые доллары США и первые рублевые ассигнации) сейчас этот способ практически не применяется.

### Методы защиты и её имитации
Применяемые в дальнейшем технические средства (приблизительно в порядке введения в Российской империи/СССР/Российской Федерации):
- бумага специального состава
- мелкая сетка (первоначально — на обороте)
- мелкие детали в изображении и водяных знаках
- изображение металлографией
- «орловская печать»
- микропечать
- кипп-эффект (изображения, проявляющиеся при рассматривании под острым углом)
- цветопеременная («голографическая») краска
- изображения, проявляющиеся в ультрафиолете
- машиночитаемые элементы: магнитные элементы, незаметные на глаз шаблоны в изображении[40][38]

#### Водяной знак
Водяно́й знак (также филигра́нь) — видимое изображение или рисунок на бумаге, который выглядит светлее или темнее при просмотре на просвет. Имитация распространённого средства защиты при попытке создания фальшивой банкноты может быть выполнена несколькими методами. При нанесении повторяющего водяной знак рисунка белыми красками на одной стороне он практически не виден в проходящем свете, а при рассматривании под углом — определяется глянец от красочной плёнки. Также, под ультрафиолетовыми лучами, созданный таким образом знак становится тёмным. Если фальшивка склеена из двух частей, то надпечатка на внутренней стороне одной из них позволяет создать невидимое в ультрафиолетовых лучах изображение. Такой знак будет выглядеть плоским и не передавать полутонов. Надпечатка с использованием растровой графики позволяет создать полутоновое изображение. Затенение краской внутренней стороны поддельной банкноты, за исключением места, где должен находиться водяной знак, даёт возможность создать видимую в ультрафиолетовых лучах имитацию. В данном случае он выглядит более светлым по сравнению с общим тоном банкноты.
Пропитка масляными красками позволяет получить прозрачные при просвечивании участки. При скользящем свете такие изображения выглядят тёмным масляным пятном. Эти имитации не видны в ультрафиолетовом свете. При тиснении, за счёт приложенного давления, получают светлое изображение, которое имитирует водяной знак. Его границы резкие, при рассматривании видны вдавленные и выпуклые деформации бумаги. При гравировке снимается небольшой слой бумаги, благодаря чему формируется участок, имитирующий водяной знак. При многократном увеличении на этих местах видны механически повреждённые бумажные волокна. Иногда фальшивомонетчики используют бумагу с водяными знаками, предназначенную для официальных бланков, либо сувенирного предназначения.

#### Защитная нить
Защитная нить — один из элементов защиты бумажных купюр от подделывания, представляющий собой внедрённую в купюру тонкую полоску (из полимера, металла и т. д.) шириной от 1 мм и более с текстом или рисунком. Как и водяной знак, видна при просвечивании. Существует сплошная (скрытая) и «ныряющая» защитная нить. Первая полностью находится в толще купюры, вторая равномерно выходит на поверхность бумаги в виде пунктиров. К способам имитации скрытой защитной нити относят надпечатку, помещение полоски на внутренней поверхности одной из половинок фальшивки перед склеиванием. «Ныряющую» нить подделывают путём нанесения надпечаток или надрисовкой. Возможно приклеивание полосок фольги. Такие методы не дают возможности достичь визуального эффекта непрерывности нити при просвечивании. Для устранения этих недочётов фальшивомонетчики могут дополнять полоски фольги на внешней стороне вклеиванием полоски между двумя частями фальшивки, нанесение серой краски и т. п.
Одним из распространённых методов является прошивка полоской фольги одной из сторон через специально сделанные надрезы в бумаге. Также возможно создание «окон» в месте предполагаемого выхода нити.

#### Защитные волокна
Защитные волокна представляют собой тонкие включения, хаотично расположенные по всей поверхности банкноты. Их вводят в бумажную массу на этапе производства банкнотной бумаги. Самым простым способом их имитации является надрисовка, самым распространённым — надпечатка. При надпечатке обычными отличительными признаками являются несовпадение цвета в обычном цвете и/или ультрафиолетовых лучах. Зачастую, из-за особенностей печати столь тонких объектов, они выглядят как нить из цветных точек. Защитные волокна могут имитировать путём приклеивания или припрессовывания к фальшивой купюре.

### Квантовые деньги
Разрабатываются банкноты нового поколения, у которых в качестве основной системы защиты от подделки применяется квантовая криптография, основанная на поляризации света. Невозможность копирования такой системы обеспечивается физическими свойствами квантовых частиц (теорема о запрете клонирования). Пока что это только лабораторные модели, изготовление таких банкнот не осуществляется.

## Уголовная ответственность
Наказание за изготовление фальшивых денег практически всегда и везде было крайне строгим. В Средневековье в Европе фальшивомонетчиков варили в кипящей воде или заливали в горло расплавленный металл, обычно свинец, так как именно из него, как правило, изготавливали фальшивые монеты. В Российской империи наказание было строгим: «За поддѣлку кредитныхъ билетовъ виновные подвергаются лишенію всѣхъ правъ состоянія и ссылкѣ въ каторжную работу». Даже в XX веке в СССР изготовление и сбыт фальшивых монет или купюр наказывалось вплоть до высшей меры наказания (Статья 59 п.8 УК РСФСР 1926 года). После распада СССР в России смертная казнь за подделку денег была отменена. В данный момент статья 186 Уголовного кодекса РФ «Изготовление и сбыт поддельных денег или ценных бумаг» предусматривает наказание от 5 до 15 лет лишения свободы. Ответственность наступает, если лицо, использующее фальшивые деньги, знает, что они поддельные, но старается выдать их за настоящие.
При простоте приёмов чеканки монет как в древности, так и в Средние века и при выгодности ремесла фальшивомонетчика фальсификация монет принимала иногда ужасающие размеры и серьёзно заботила правительства. Единственное средство борьбы против этого зла видели в жестоком наказании фальсификаторов.
В Древней Греции их подвергали смертной казни, в Египте при Птолемеях им отсекали руки. У римлян при Республике фальсификация монет рассматривалась первоначально как crimen falsi и потому наказывалась ссылкой, но при императорах её стали квалифицировать как crimen laesae majestatis и виновных в ней сжигали живьём или же отдавали в цирк, на съедение зверям.
В византийских законах VIII в., как и во французских IX в., им предписывается рубить руки. Отсюда, вероятно, это наказание заимствовано было и русскими законами XVI и XVII вв. Фальсификаторов монет иногда наказывали заливанием горла расплавленным оловом их «воровских денег».
В Западной Европе в Средние века фальсификаторов монет обыкновенно казнили повешением, а иногда, как во Франции и Голландии, варили их в воде или масле. Законодательства Европы довольствовались ссылкой виновных на каторжные работы, более рассчитывая на затруднительность в техническом отношении хорошо подделать монету.
В настоящее время фальшивую купюру легче всего встретить в местах с интенсивным товарно-денежным оборотом, не оборудованных контрольными аппаратами, например, в дешёвом кафе, в транспорте, на рынке, на пляже и т. д.